# 165-й отдельный лыжный батальон
165-й отдельный лыжный батальон — воинская часть вооружённых сил СССР в Великой Отечественной войне.

## История
Батальон формировался с декабря 1941 года в Свердловске. При формировании батальон насчитывал в трёх ротах 560 человек.
В действующей армии с 31 января 1942 по 28 мая 1942 года.
В январе 1942 года направлен на Волховский фронт, поступил в распоряжение 2-й ударной армии.
Принимал участие в Любанской операции. В начале февраля 1942 года введён в прорыв, который был создан войсками 2-й ударной армии у Мясного Бора. В течение февраля 1942 года, будучи приданным 22-й стрелковой бригаде вместе с 42-м и 164-м лыжными батальонами пытается прорвать оборону противника на север, западнее и вдоль реки Сычева. На 3 марта 1942 года действует юго-западнее Спасской Полисти.
Во второй половине марта 1942 года, незадолго до того как 19 марта 1942 года войскам противника удалось замкнуть кольцо окружения, переброшен в район деревень Сенная Кересть и Глушица и придан 24-й гвардейской стрелковой дивизии, ведёт с ней бои сначала за удержание коридора, затем за прорыв кольца. Очевидно, что в боях понёс большие потери и в мае 1942 года остатки были влиты в состав дивизии.
28 мая 1942 года батальон был расформирован.

## Подчинение
| Дата            | Фронт (округ)                                              | Армия             | Корпус | Примечания |
| --------------- | ---------------------------------------------------------- | ----------------- | ------ | ---------- |
| 01.02.1942 года | Волховский фронт                                           | 2-я ударная армия | -      | -          |
| 01.03.1942 года | Волховский фронт                                           | 2-я ударная армия | -      | -          |
| 01.04.1942 года | Волховский фронт                                           | 59-я армия        | -      | -          |
| 01.05.1942 года | Ленинградский фронт (Группа войск Волховского направления) | 59-я армия        | -      | -          |